# Hirdo
Hirdo is de (fictieve) hoofdstad van het fictieve land Spokanië en telt circa 863.300 inwoners. De stad ligt op het eiland Berref en wordt doorsneden door de rivier Trendon en het Trendon-kanaal. Hirdo heeft in het centrum Mikkon, een eilandje in de Trendon. De naam Hirdo bestaat uit 'hirt' wat vruchtbaar betekent, en de uitgang '-o' die op grond slaat. In de periode 1581-1632 had Mikkon het Alleenrecht van overzet op de Trendon. Dit is opgeheven door Koning Amalaliano Côhale toen Mikkon de drukte niet meer aankon. Hirdo is de Spokaanse hoofdstad geworden nadat in de voormalige hoofdstad Blort in het jaar 1733 een brand in het  Koninklijk Paleis uitbrak waarop het gehele paleis afbrandde, waarna koningin Larô Atori Thyrra verhuisde naar het naastgelegen Hirdo. Pas in 1793 werd Hirdo de officiële hoofdstad.  